# 花山駅

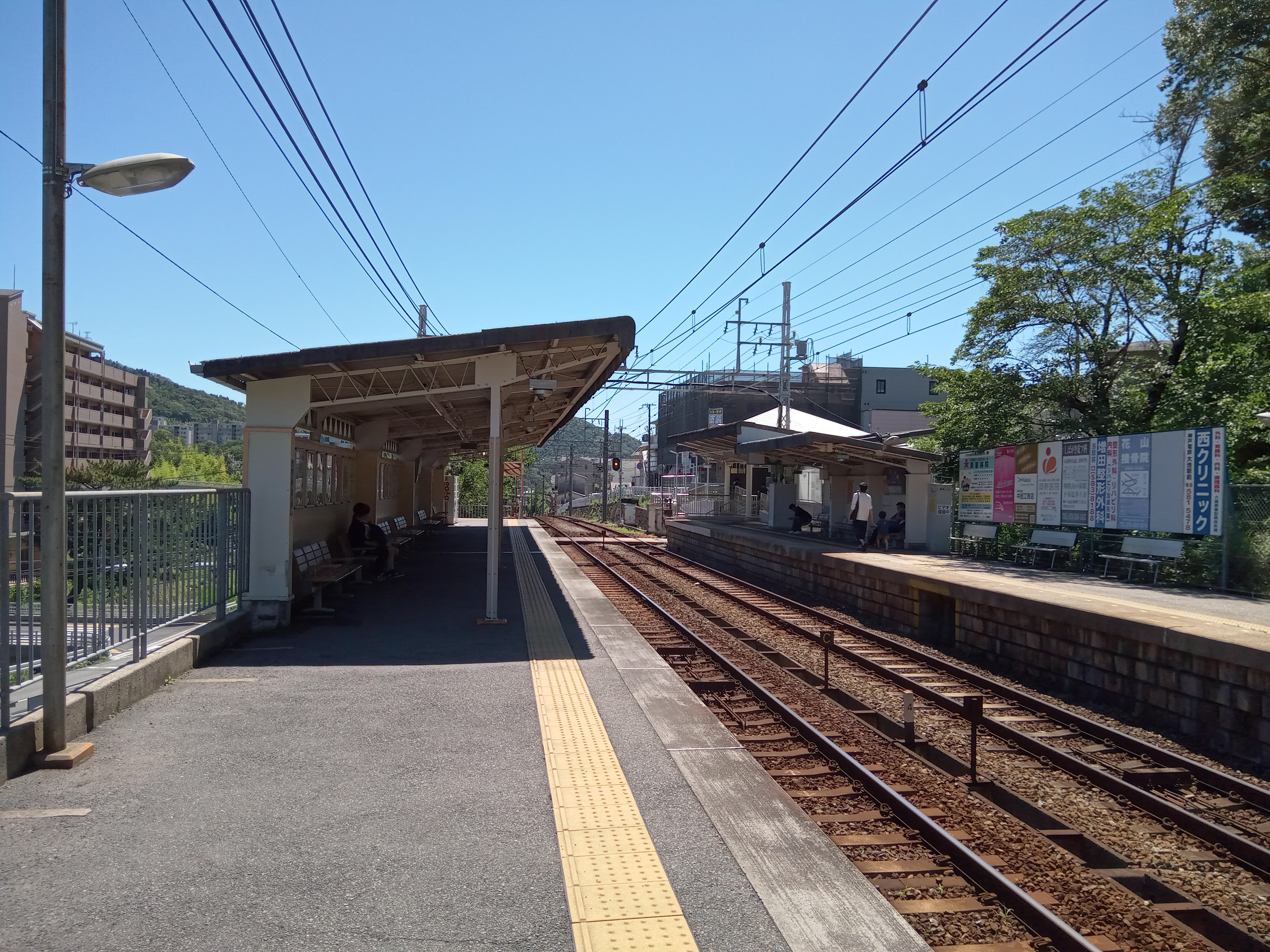
プラットホーム

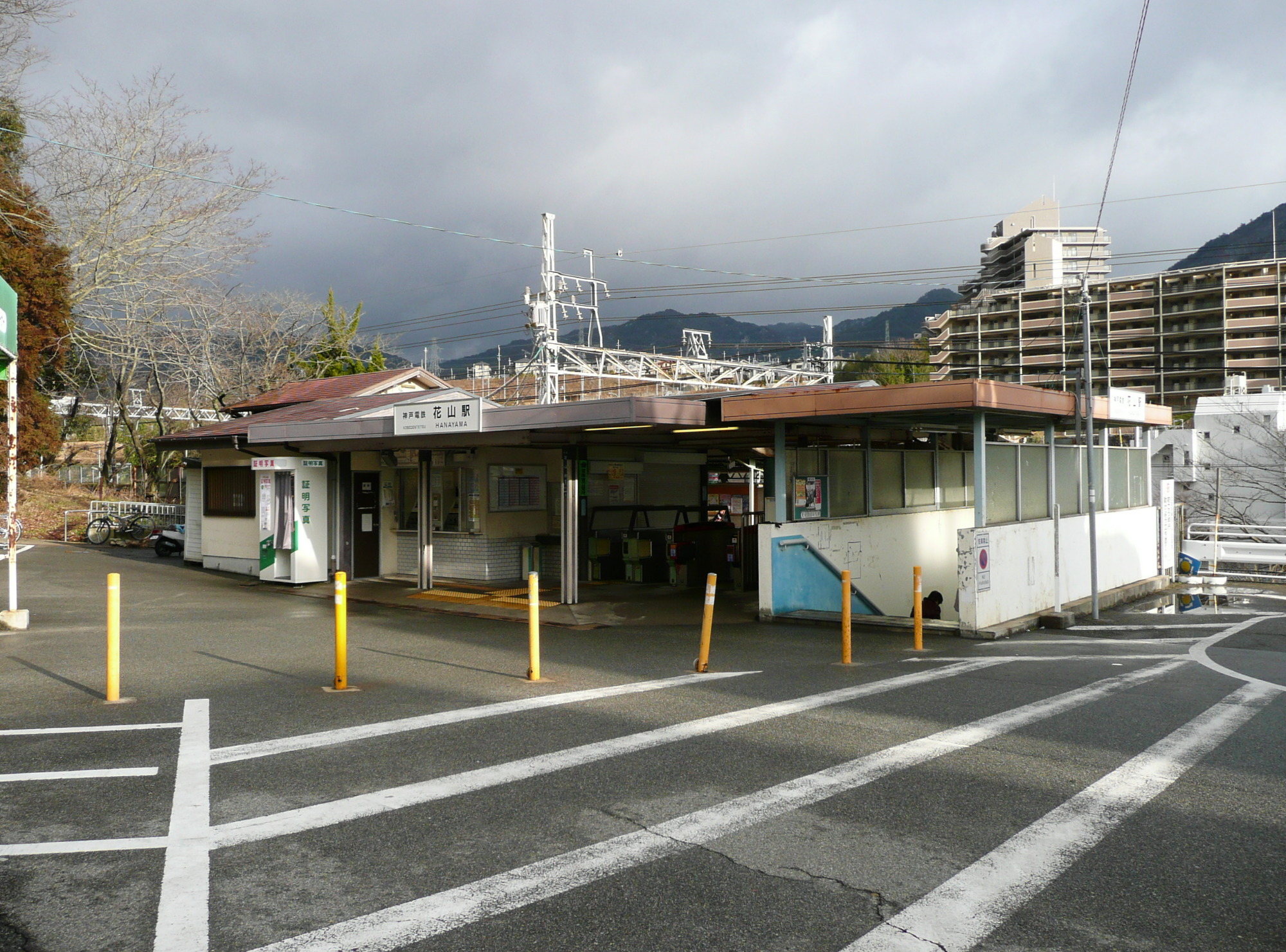
旧駅舎（2008年）

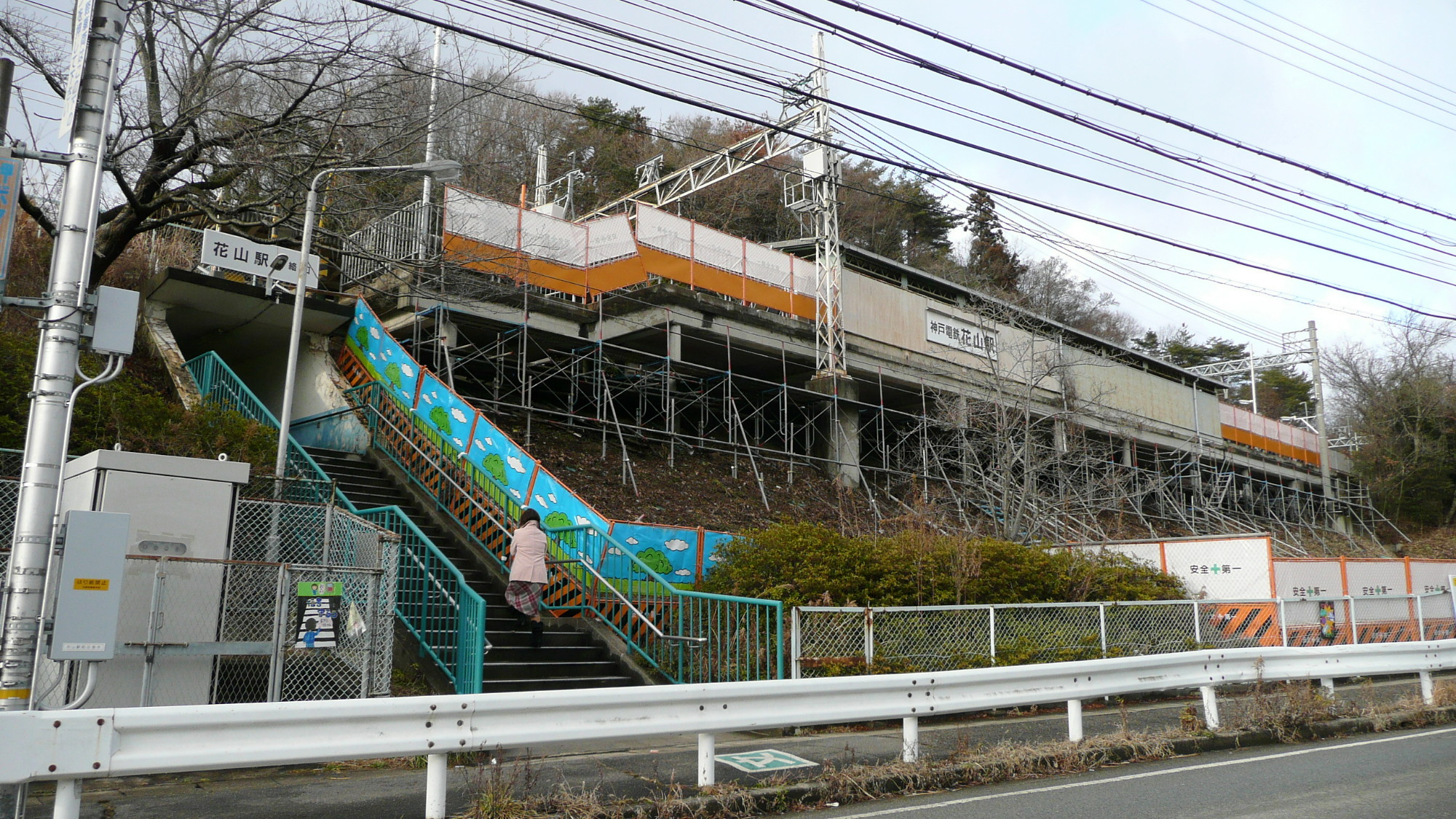
南側地下道入口（2008年）

花山駅（はなやまえき）は、兵庫県神戸市北区花山台にある、神戸電鉄有馬線の駅。駅番号はKB11。標高281m。

## 歴史
- 1965年（昭和40年）12月1日：有馬線の谷上 - 大池間に新設開業[1]。
- 2020年（令和2年）3月14日：ダイヤ改正で急行が停車するようになる[4]。
- 2022年（令和4年）11月5日：新駅舎の供用を開始[5]。
- 2023年（令和5年）3月25日：駅前広場の供用を開始[6]。

## 駅構造
相対式2面2線のホームを持つ地平駅。駅舎は下りホーム側新開地寄りにあり、上りホームへは構内踏切で連絡している。
神戸市と神戸電鉄との共同で、バリアフリー化を伴う駅舎のリニューアル工事を行い、2023年3月に完了した。駅舎・広場の設計監理はイチバンセン川西康之が同時期に大池駅と共に担当した。
沿線光ネットワークに接続された駅務遠隔システムが導入されており、センター駅から自動券売機、自動改札機、自動精算機、ビデオカメラ、インターホン、シャッターが遠隔操作される。そのため駅員巡回駅となっており、構内売店も設けられていない。以前は、駅近辺の寿司屋で割引乗車券等の委託販売が行われていたが、2009年11月時点では行われていない。

### のりば
| ホーム | 路線   | 方向 | 行先               |
| ------ | ------ | ---- | ------------------ |
| 駅舎側 | 有馬線 | 下り | 有馬温泉・三田方面 |
| 反対側 | 有馬線 | 上り | 新開地方面         |

※のりば番号は設定されていない。

## ダイヤ
上下とも、毎時4本が発着する。

## 利用状況
近年の1日平均乗車人員は下表のとおりである。
| 年度               | 1日平均 乗車人員 |
| ------------------ | ---------------- |
| 2007年（平成19年） | 2,014            |
| 2008年（平成20年） | 2,014            |
| 2009年（平成21年） | 1,997            |
| 2010年（平成22年） | 2,005            |
| 2011年（平成23年） | 1,978            |
| 2012年（平成24年） | 1,986            |
| 2013年（平成25年） | 2,005            |
| 2014年（平成26年） | 1,975            |
| 2015年（平成27年） | 1,954            |
| 2016年（平成28年） | 1,964            |
| 2017年（平成29年） | 1,978            |
| 2018年（平成30年） | 1,921            |
| 2019年（令和元年） | 1,899            |
| 2020年（令和02年） | 1,677            |
| 2021年（令和03年） | 1,715            |
| 2022年（令和04年） | 1,825            |

## 駅周辺
商店とロータリーがある。また、駅南側へは新開地寄りにある地下道を抜けていく。駅周辺は団地が点在しており、そのうちの花山東団地へは日本初となった斜行エレベーターが設置されている。
- 兵庫県道15号神戸三田線（有馬街道[1]）
- 神戸市立花山小学校
- 神戸花山東郵便局
- 真星病院
- 花山東団地

## 隣の駅
神戸電鉄
■有馬線
■特快速
通過
■急行・■準急・■普通
谷上駅 (KB10) - 花山駅 (KB11) - 大池駅 (KB12)